# Пилоносые акулы (семейство)
Пилоно́сые аку́лы, или пилоносовые (лат. Pristiophoridae) — единственное семейство акул в отряде пилоносообразных, или акул-пилоносов (Pristiophoriformes). Характерным признаком рыб является удлинённое и уплощенное рыло, несущее по бокам крупные зубы, напоминающие пилу. Название отряда, семейства и одного из родов происходит от слов др.-греч.  πριόνι — «пила» и греч. φορούν — «носить».

## Описание

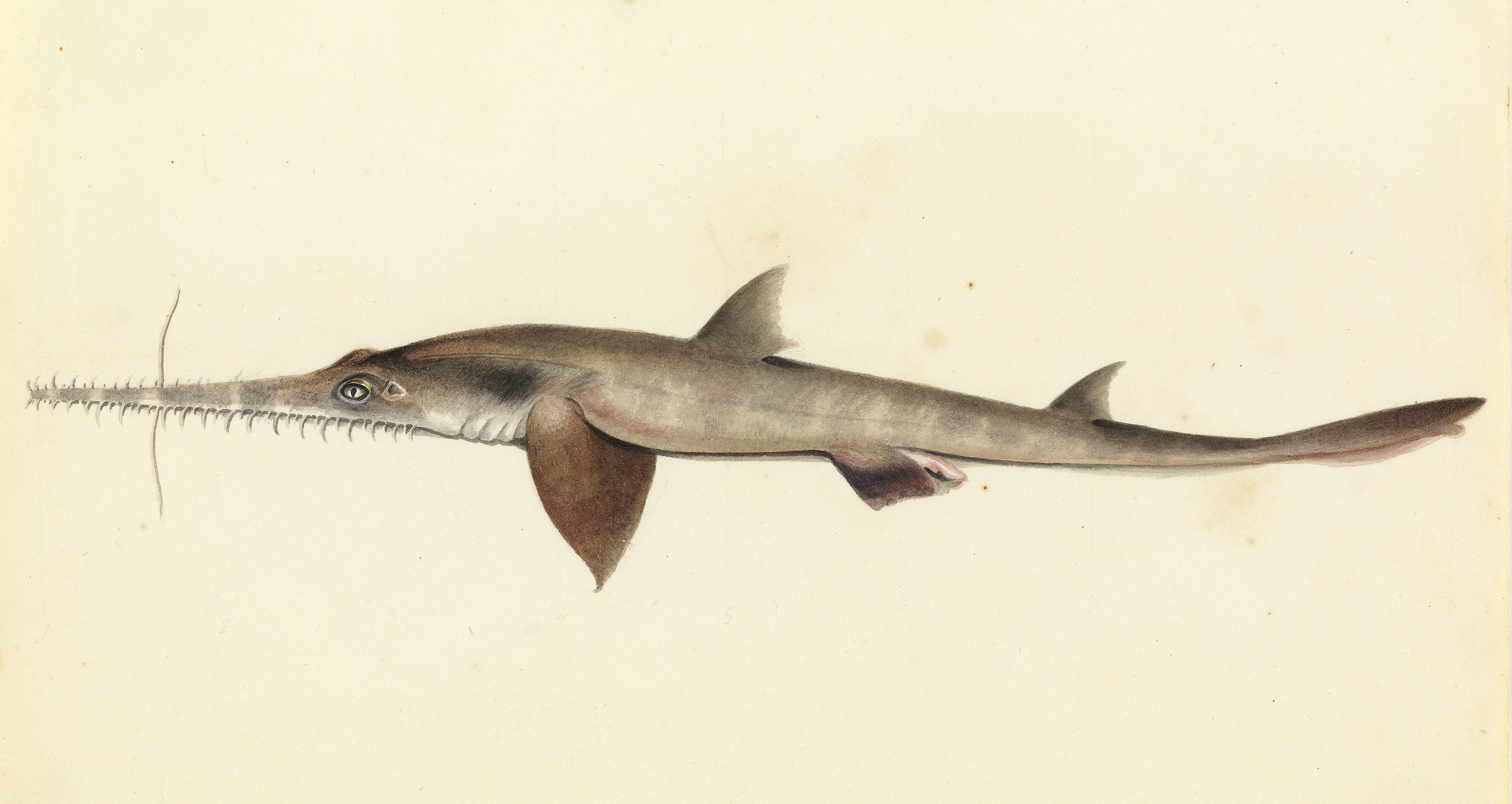
Южный пилонос (Pristiophorus cirratus)

Представители данного семейства имеют два спинных плавника без шипов у основания, анальный же — как и у катранообразных — отсутствует. Основание первого спинного плавника расположено на уровне пространства между грудными и брюшными плавниками. Тело слегка приплюснуто, но не уплощено как у скатов. Грудные плавники довольно крупные, но не крыловидные. Рот маленький, изогнутый и короткий, расположен перед глазами. На нижней поверхности рыла располагается пара усиков, выполняющая функции осязания. Имеются назальные желобки, не соединяющиеся со ртом. Губные бороздки короткие. Третье веко отсутствует. У акул, принадлежащих к роду пилоносых акул, 6 пар жаберных щелей, тогда как у пилоносов их 5. Позади глаз имеются крупные брызгальца. Хвостовой плавник асимметричный, верхняя лопасть удлинена, нижняя отсутствует.
Акулы отличаются относительно некрупными размерами: до 170 сантиметров.
Обитают в теплых водах Тихого и Индийского океанов у побережья Южной Африки, Австралии, Японии и ряда стран Карибского бассейна, как правило, на глубине порядка 40 метров, однако отдельные виды обнаруживались на глубинах до километра.
Основной пищей акул в зависимости от вида служат: рыбы, ракообразные и кальмары. Хищник исследует дно с помощью усиков и электрорецепторов и, обнаружив жертву, наносит ей удары рылом.
Пилоносые акулы размножаются яйцеживорождением, в помёте, от 7 до 17 новорожденных длиной от 28 до 35 см. Вероятно, ростральные крупные зубцы прорезываются незадолго до рождения, но, чтобы не нанести матери вреда они остаются прижатыми к роструму, а мелкие появляются между крупными уже после появления на свет, тогда же распрямляются и крупные зубцы.
Пилоносые акулы считаются не опасными для человека, однако при поимке следует соблюдать осторожность, поскольку
ростральные зубцы, хотя и не ядовиты, но очень острые и могут сильно поранить. Акулы этого семейства представляют незначительный интерес для коммерческого рыболовного промысла у южного побережья Австралии и в юго-западной части Индийского океана. Как правило, их добывают донными тралами. Мясо используют в пищу в свежем виде.
Представителей отряда пилоносообразные не следует путать с рыбами, входящими в отряд пилорылообразные, с которыми у акул в процессе эволюции возникли схожие признаки. По сравнению с пилоносыми акулами скаты намного крупнее, и жабры у них расположены снизу тела.
|  |  |

| Сравнение пилоносых акул и пилорылых скатов | Сравнение пилоносых акул и пилорылых скатов | Сравнение пилоносых акул и пилорылых скатов | Сравнение пилоносых акул и пилорылых скатов |
| Характеристика                              | Пилоносые акулы                             | Пилорылообразные скаты                      | Источники                                   |
| ------------------------------------------- | ------------------------------------------- | ------------------------------------------- | ------------------------------------------- |
| Жаберные щели                               | по бокам туловища                           | на вентральной стороне туловища             | [ 10 ]                                      |
| Усики                                       | пара длинных усиков на середине рострума    | нет                                         |                                             |
| Ростральные зубцы                           | как правило, чередуются крупные и мелкие    | одинакового размера                         |                                             |
| Среда обитания                              | глубокие воды открытого моря                | прибрежное мелководье                       | [ 10 ]                                      |
| Размер                                      | мелкий, не более 170 см                     | крупный, до 6,6 м                           | [ 10 ]                                      |

## Систематика
К семейству пилоносые акулы относят два рода, различающихся количеством жаберных щелей: 5 у Pristiophorus и 6 у Pliotrema.
- Pliotrema Regan, 1906 — Пилоносые акулы
  - Pliotrema warreni Regan, 1906 — Пилоносая акула
- Pristiophorus Müller et Henle, 1837 — Пилоносы
  - Pristiophorus cirratus Latham, 1794 — Южный пилонос
  - Pristiophorus delicatus Yearsley, Last et W. T. White, 2008
  - Pristiophorus japonicus Günther, 1870 — Японский пилонос
  - Pristiophorus lanae Ebert, Willms, 2013
  - Pristiophorus nancyae Ebert, Cailliet, 2011
  - Pristiophorus nudipinnis Günther, 1870 — Австралийский пилонос
  - Pristiophorus schroederi Springer et Bullis, 1960 — Багамский пилонос